# Clypeaster subdepressus
Dollar des sables
Espèce
Clypeaster subdepressus, communément appelé le Dollar des sables, est une espèce d'oursins irréguliers de la famille des Clypeasteridae, présent dans les Caraïbes.

## Description
C'est un oursin plat irrégulier, dont l'anus a migré vers un côté du test (coquille), pour aller se placer sur la périphérie et ainsi former un « arrière », opposé à un « avant ». Cette configuration confère à l'oursin une symétrie bilatérale secondaire, remplaçant la symétrie pentaradiale habituelle chez les échinodermes : cela constitue du même coup un sens de locomotion privilégié.
Cet oursin est relativement imposant pour un oursin plat : adulte, il mesure autour d'une dizaine de centimètres, et certaines sources indiquent des tailles allant jusqu'à 20 cm, pour 3 cm d'épaisseur,, avec des radioles (piquants) jusqu'à 1 cm.
Sa couleur va du gris au marron, en passant parfois par des teintes violacées.
Comme chez tous les Clypeasteroida, les radioles sont modifiées en un tapis de courts poils mobiles d'aspect duveteux qui permettent une bonne progression dans le sable. Les aires ambulacraires sont aussi caractéristiques de l'ordre, limitées à la face aborale (supérieure), sont en forme de 5 gros pétales arrondis de deux rangées de pores. Cet oursin n'a ni encoches ni lunules (« trous » présents chez certains clypeasteridés).

## Habitat et répartition
On trouve cet oursin à faible profondeur (0-12 m) dans les fonds sableux des Caraïbes, notamment aux Antilles et jusqu'au Venezuela. Ils fréquentent principalement les lagons coralliens riches en sable d'origine organique.

## Écologie et comportement

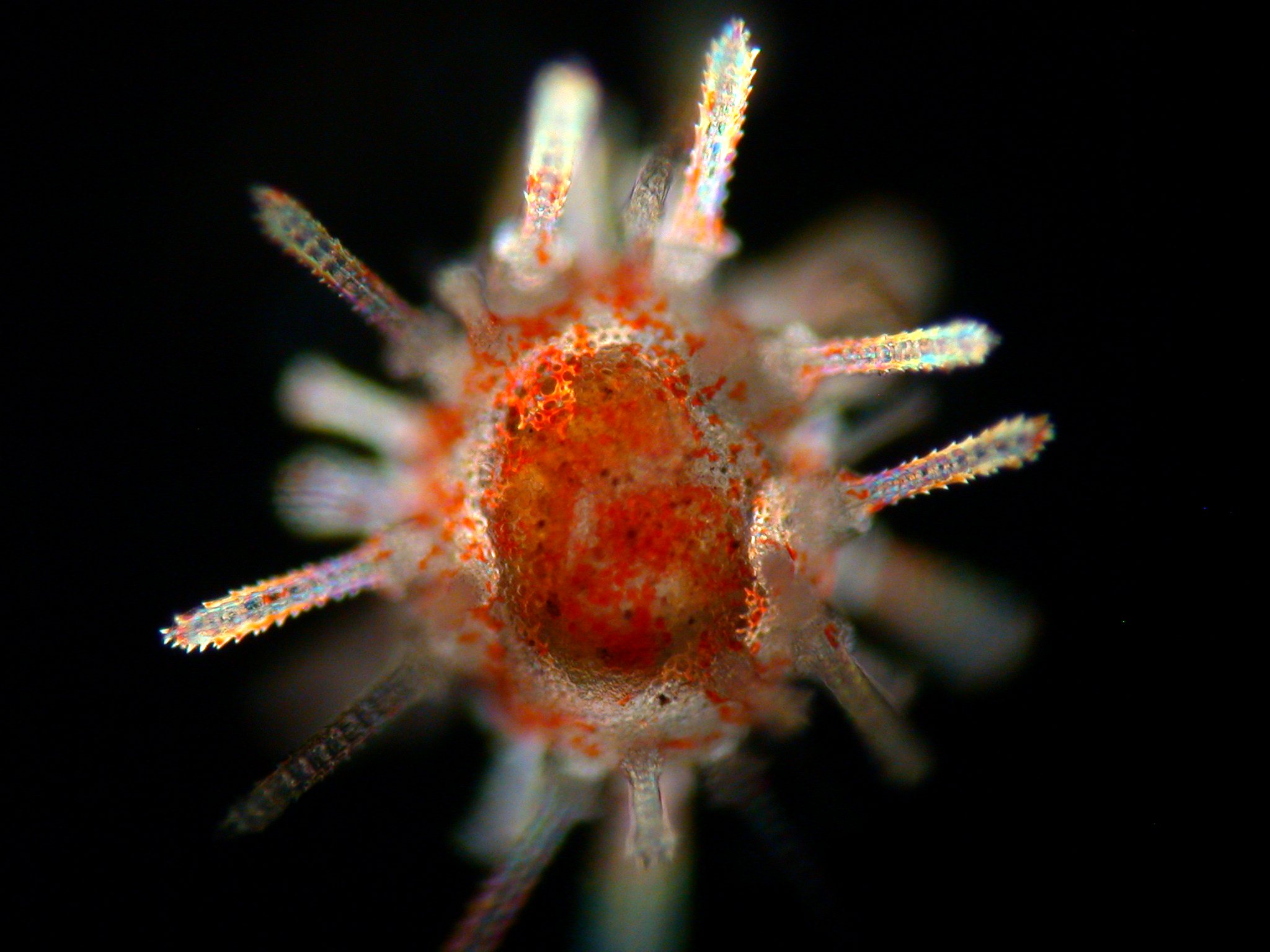
Dollar des sables juvénile, au premier stade benthique.

Cet oursin est un fouisseur : il passe ses journées enterré dans le sable, où il filtre le sédiment à l'aide de ses radioles puis de ses podia buccaux pour se nourrir de la matière organique qu'il contient, qu'il broie au moyen de sa mâchoire modifiée en moulin à sable. Il émerge parfois la nuit, notamment en période de reproduction : celle-ci est gonochorique, les gamètes étant émises directement en pleine eau où les œufs puis les larves (pluteus) évolueront parmi le plancton pendant quelques semaines avant de se fixer sur le fond pour entamer la métamorphose en oursin juvénile.

## Le Dollar des sables et l'Homme
Cet oursin est assez commun, notamment son test qui se conserve relativement bien après sa mort et se retrouve parfois sur les plages : sa forme plate et arrondie proche de celle d'une pièce lui a valu le nom (commun à tous les Clypeasteroida de cette forme) de « dollar des sables ».
Cet oursin rustique et au régime peu exigeant est parfois utilisé en aquariophilie pour recycler le sédiment présent au fond des aquariums, et en éliminer les diatomées et autres algues potentiellement pathogènes. Cependant, ses mœurs fouisseuses le rendent peu décoratif...
Cet animal souterrain dépourvu de piquants pointus est absolument inoffensif.

## Taxinomie
Cette espèce a été décrite scientifiquement pour la première fois par le zoologiste britannique John Edward Gray en 1825, sous le nom Clypeaster (Stolonoclypus) subdepressus (Gray, 1825).
Le nom scientifique actuel de l'espèce est Clypeaster subdepressus (Gray, 1825), synonyme de 
Clypeaster subdepressum (Gray, 1825) (déclinaison incorrecte du nom d'espèce), Echinanthus subdepressus (Gray, 1825) (nom alternatif pour le genre) et Stolonoclypus subdepressus (Gray, 1825) (idem).
Les scientifiques reconnaissent actuellement deux sous-espèces : 
- Clypeaster subdepressus lobulatus Bernasconi, 1956 (qui habite principalement la partie sud de l'aire de répartition)
- Clypeaster subdepressus subdepressus (Gray, 1825)